# نبیل نصیر
نبیل نصیر (عربی: نبيل نصير؛ ۱۱ اکتبر ۱۹۳۸ – ۲ آوریل ۲۰۱۶) بازیکن فوتبال اهل مصر بود.
از باشگاه‌هایی که در آن بازی کرده‌است می‌توان به باشگاه ورزشی زمالک اشاره کرد.
وی همچنین در تیم ملی فوتبال تیم ملی فوتبال مصر بازی کرده است.